# Kanton La Trinité
Kanton La Trinité is een voormalig kanton van het Franse departement Martinique. Kanton La Trinité maakte deel uit van het arrondissement La Trinité en telde 13.582 inwoners (2007). Het kanton had een oppervlakte van 45,77 km² en een dichtheid van 297 inwoners per vierkante kilometer. Het werd zoals alle kantons van Martinique opgeheven op 1 januari 2016.

## Gemeenten
Het kanton La Trinité omvatte uitsluitend de de gemeente La Trinité.